# Rhododendron 'Yaku Angel'
Rhododendron 'Yaku Angel' — сорт вечнозелёных рододендронов, клон Rhododendron degronianum var. yakushimanium из коллекции Эрнеста Аллена. Появился в культуре после 1960 года. Согласно другому источнику, оригинатор Harold E. Greer. Сорт введен в культуру в 1967 году, зарегистрирован в 1976 году.
Используется, как декоративное садовое растение.

## Биологическое описание
В возрасте 10 лет высота около 60 см. В возрасте 15 лет около 90 см высотой, 150 см шириной.
Листья узко-ланцетные заостренные на конце, с клиновидным основанием, тёмно-зелёные с коричневым опушением. Продолжительность жизни листьев около 3 лет.
Соцветие шарообразная кисть из 13—17 цветков.
Бутоны розовые. Цветки колокольчатые, около 5 см в диаметре, без аромата, белые, со спинной части с отметинами светло-коричневого цвета.

## В культуре
Выносит понижения температуры до −26°С.
Зоны морозостойкости: 5b—9b.
Цветение в начале мая.